# Chicago Bears
Chicago Bears er et amerikansk fodboldhold fra Chicago i delstaten Illinois. Bears spiller i NFC North i NFC Conferencen i NFL.
Bears blev grundlagt som Decatur Staleys i Decatur, Illinois i 1919, og flyttede til Chicago i 1921 hvor de skiftede navn til Bears. De er opkaldt efter baseball-holdet Chicago Cubs. Bears er rivaler med et andet NFL hold, nemlig Green Bay Packers fra nabostaten Wisconsin, og de spiller også i samme division, NFC North hvor Detroit Lions og Minnesota Vikings også hører til. Packers Vs. Bears er et af de ældste arvefjendeopgør i amerikansk fodbold og de har spillet over 170 kampe mod hinanden.
Bears har vundet en enkelt Super Bowl, nemlig Super Bowl XX med 46-10 over New England Patriots i Louisiana Superdome i New Orleans. Derudover tabte de Super Bowl XLI til Indianapolis Colts 29-17.
Bears har 26 spillere med i NFL hall-of-fame, hvilket er mere end noget andet hold. Bears har også tilbagetrukket 13 numre til ære for tidligere stjerner, det er mere end noget andet hold i NFL. Kun basketball-holdet Boston Celtics og baseball-holdet New York Yankees, af andre store professionelle sportshold i USA, har tilbagetrukket flere numre.

## 2011 sæsonen
Bears startede pre-season (4 kampe der spilles før regular season) med en sejr over Bufallo Bills på 10-3, men tabte efterfølgende 13-41 til New York Giants og 13-14 til Tennessee Titans og vandt så den sidste kamp 24-14 over Cleveland Browns.
Bears begyndte regular season nogenlunde fornuftigt med at være 2-3 i de første 5 kampe, og det var med tanke på at holdet havde mødt Packers, som var sidste års superbowl vindere samt New Orleans Saint der vandt superbowl året før. Bears havde også tabt til Detroit Lions, men efter det nederlag så de sig ikke tilbage og vandt de efterfølgende 5 kampe, bl.a. storsejrer over Detroit Lions (divisions hold møder hinanden 2 gange i hver sæson) og San Diego Chargers. Playoffchancerne var nu store da de var 7-3 med 6 kampe tilbage af regular season.
Men under sejren over Chargers brækkede Quaterback Jay Cutler tommelfingeren, og måtte opereres og røg på deres Injured Reserve liste, og blev ikke forventet tilbage på pladsen for resten af sæsonen. Deres Runningback Matt Forte røg også ud med en skade i knæet, og kom på Injured Reserve listen. Backup quaterback Caleb Hanie kom ind i stedet for Jay Cutler, og han gjorde det mildest talt ikke godt. Hanie var quaterback i de næste fire kampe, og alle blev tabt. Hans record for de 4 kampe er 3 TD, 9 Int og har en rating på 41,8.
Første juledag d. 25. December spillede de mod Green Bay Packers på Lambeau Field i Green Bay. Bears started med Josh McCown som startin Quarterback og Kahli Bell som førende runningback. Selvom McCown kastede for to interceptions, hvor den ene af dem var pga. at en manglende opdækning fra runningbacken, hvorfra Packers linebacker Clay Matthews let kunne intercepte. Ligeledes blev den anden interception grebet af en corneback, da bolden smuttede fra en Bears receiver.
Bell løb for 121 yards og greb for 38, og brillerede i både 1. og 2. runningbackens fravær. Josh McCown lignede den quarterback Bears har været foruden i de sidste 4 kampe i Caleb Hanies tilstedeværelse, og hans stats da kampen sluttede var 242 passing yards på 19 forsøg, samt 28 rusning yards, og med 2 interceptions, en TD samt en to-point conversion.
Bears er nu officelt elimineret fra slutspillet, og den sidste kamp mod Minnesota Vikings har en betydning, udover håneretten da det jo er to divisionsrivaler der møder hinanden.
Injured list: (pr. 27/13-11)
| Pos.     | Navn          | Skade        |
| QB       | Jay Cutler    | Tommelfinger |
| RB       | Matt Forte    | Knæ          |
| RB       | Marion Barber | Læggen       |
| KR/PR/WR | Devin Hester  | Ankel        |
| LB       | Lance Briggs  | Ankel        |
| DL       | Henry Melton  | Skinneben    |
| TE       | Kellen Davis  | Ryggen       |
| -------- | ------------- | ------------ |

Pre Season:
| Dato         | Udehold | Hjemmehold | Resultat |
| 14. Aug 2011 | Bills   | Bears      | 3-10     |
| 23. Aug 2011 | Bears   | Giants     | 13-41    |
| 28. Aug 2011 | Bears   | Titans     | 13-14    |
| 02. Sep 2011 | Browns  | Bears      | 14-24    |
| ------------ | ------- | ---------- | -------- |

Regular Season
| Dato         | Udehold  | Hjemmehold | Resultat | Record |
| 11. Sep 2011 | Falcons  | Bears      | 12-30    | 1-0    |
| 18. Sep 2011 | Bears    | Saints     | 13-30    | 1-1    |
| 25. Sep 2011 | Packers  | Bears      | 27-17    | 1-2    |
| 02. Oct 2011 | Panthers | Bears      | 29-34    | 2-2    |
| 11. Oct 2011 | Bears    | Lions      | 13-24    | 2-3    |
| 17. Oct 2011 | Vikings  | Bears      | 10-39    | 3-3    |
| 23. Oct 2011 | Bears    | Buccaneers | 24-18    | 4-3    |
| 08. Nov 2011 | Bears    | Eagles     | 30-24    | 5-3    |
| 13. Nov 2011 | Lions    | Bears      | 13-37    | 6-3    |
| 20. Nov 2011 | Chargers | Bears      | 20-31    | 7-3    |
| 27. Nov 2011 | Bears    | Raiders    | 20-25    | 7-4    |
| 04. Dec 2011 | Chiefs   | Bears      | 10-3     | 7-5    |
| 11. Dec 2011 | Bears    | Broncos    | 10-13    | 7-6    |
| 18. Dec 2011 | Seahawks | Bears      | 38-14    | 7-7    |
| 26. Dec 2011 | Bears    | Packers    | 21-35    | 7-8    |
| 01. Jan 2012 | Bears    | Vikings    | 17-13    | 8-8    |
| ------------ | -------- | ---------- | -------- | ------ |

(Opdateret d. 27/12-2011)

## Startere pr. 2011 sæsonen
Offense:
| Position      | Navn              |
| Quarterback   | Jay Cutler        |
| Halfback      | Matt Forte        |
| Fullback      | ForteTyler Clutts |
| Wide receiver | Johnny Knox       |
| Left tackle   | J'Markus Webb     |
| Right tackle  | Edwin Williams    |
| Center        | Roberto Garza     |
| Right guard   | Chris Spencer     |
| Right tackle  | Lance Louis       |
| Tight end     | Kellen Davis      |
| Wide receiver | Earl Bennett      |
| ------------- | ----------------- |

Defense:
| Position            | Navn                                        |
| Right Defensive end | Julius Peppers                              |
| Noise Tackle        | Matt Toeaina                                |
| Defensive tackle    | Darwin Walker                               |
| Left Defensive end  | Israel Idonije                              |
| Outside linebacker  | Lance BriggsAmerikansk fodbold#Linebacker\| |
| Inside linebacker   | Brian Urlacher                              |
| Outside linebacker  | Nick Roach                                  |
| Right Cornerback    | Charles Tillman                             |
| Left Cornerback     | Tim Jennings                                |
| Strong safety       | Major Wright                                |
| Free safety         | Danieal Manning                             |
| ------------------- | ------------------------------------------- |

Special teams:
| Position     | Navn         |
| Kicker       | Robbie Gould |
| Punter       | Adam Podlesh |
| Longsnapper  | Chris Massey |
| Holder       | Adam Podlesh |
| Kickreturner | Devin Hester |
| Puntreturner | Devin Hester |
| ------------ | ------------ |